# Ephemeroptera
Los efemerópteros (Ephemeroptera), conocidos comúnmente como efímeras, efémeras o cachipollas, son un orden de insectos pterigotos hemimetábolos acuáticos. Este orden es parte de los paleópteros, antiguo grupo de insectos que también incluye a las libélulas y los caballitos del diablo. Existen unas tres mil especies, agrupadas en cuarenta y dos familias y cuatrocientos géneros.
Son insectos relativamente primitivos, con una serie de rasgos ancestrales que probablemente estaban presentes en los primeros insectos voladores, como colas largas y alas que no se pliegan sobre el abdomen. Sus etapas inmaduras son formas acuáticas de agua dulce que reciben el nombre de náyades o ninfas, cuya presencia indica un ambiente limpio, no contaminado. Son los únicos insectos que pasan por una fase, el subimago, en la que son terrestres, ya poseen alas y son capaces de volar, pero aún no han mudado al estado de imago o adulto sexualmente maduro. Eclosionan en primavera u otoño, en gran número.
Por su vida adulta tan breve han llamado la atención de naturalistas y enciclopedistas ya desde Aristóteles y Plinio el Viejo en la Antigüedad clásica. El poeta inglés George Crabbe comparó la breve vida de un diario con la de una efímera en el poema satírico The Newspaper (1785).

## Descripción

### Ninfa

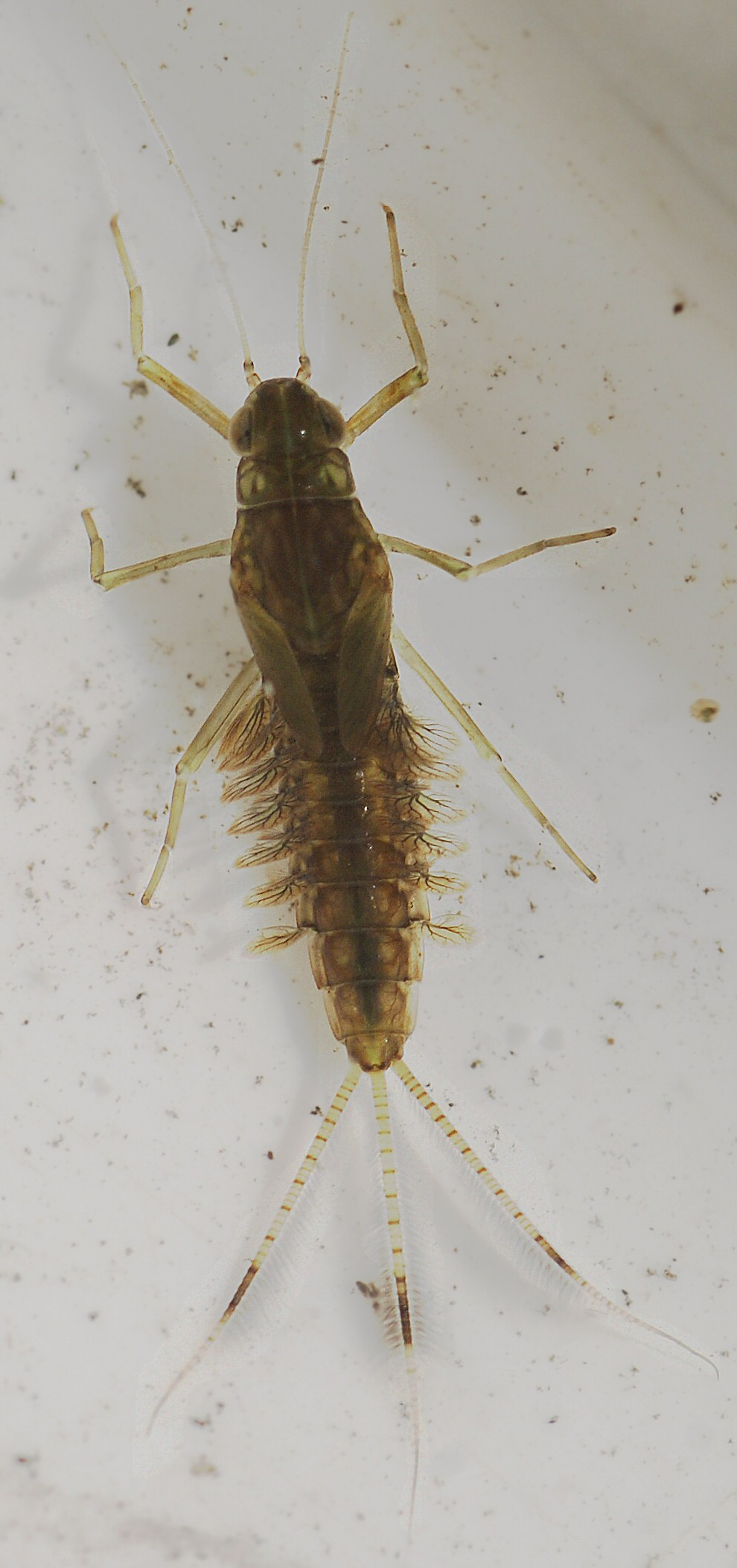
Vista dorsal de una ninfa, en la que se aprecian las traqueobranquias y los tres filamentos caudales del abdomen, y los estuches alares en el tórax.

En su estadio inmaduro como ninfas o náyades, las efímeras son acuáticas, habitando especialmente los cursos de agua, pero también lagos, lagunas, balsas, tanto de agua dulce como salobre. En contraste con su corta vida como adultos, en esta fase acuática pueden vivir varios años. Son del tipo campodeiforme, con patas y antenas bien desarrolladas, con un cuerpo alargado cilíndrico o algo aplanado; pasa por una serie de estadios, mudando y aumentando de tamaño cada vez. Cuando están listas para salir del agua las ninfas tienen una longitud de 3 a 30 mm, dependiendo de las especies.
La cabeza tiene una dura cubierta exterior de esclerotina, a menudo con varias crestas y proyecciones duras; apunta hacia delante o hacia abajo, con la boca en la parte delantera. Cuentan con dos grandes ojos compuestos, tres ocelos (ojos simples) y un par de antenas filiformes de longitud variable, fijadas entre o delante de los ojos. Las piezas bucales están diseñadas para masticar y consisten en un labro, un par de mandíbulas fuertes, un par de maxilas, una hipofaringe membranosa y un labio.

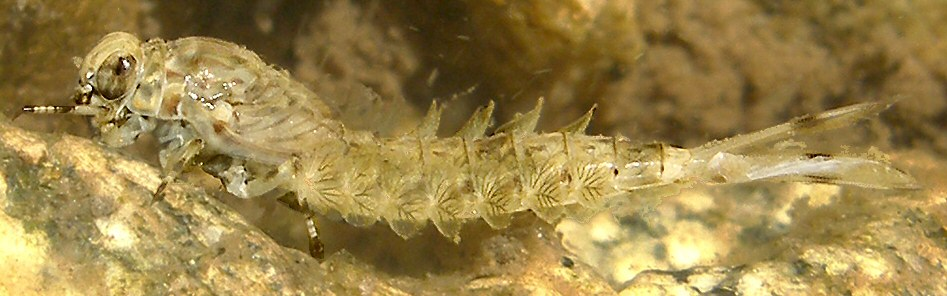
Ninfa de Cloeon dipterum, en la que se aprecian los siete pares de traqueobranquias laminares a ambos lados del abdomen.

El tórax consta de tres segmentos: protórax, pequeño y móvil, mesotórax muy desarrollado y, al igual que en los adultos, fusionado al metatórax. Cada segmento cuenta con un par de patas, que normalmente terminan en una única uña, a modo de garra. Las patas son robustas, con fémures bien desarrollados y con frecuencia revestidas con cerdas, pelos o espinas. Las pterotecas o estuches alares se desarrollan en el meso y metatórax, aunque en algunas especies puede estar ausente en el metatórax.
El abdomen consta de diez segmentos, algunos de los cuales pueden estar ocultos bajo un gran par de branquias operculadas, una placa torácica (parte expandida del protórax) o los estuches alares. La mayoría de los taxones cuentan con hasta siete pares de branquias traqueales (traqueobranquias) de forma generalmente laminar, a veces hendidas, o plumosa, situadas generalmente en la parte superior o los lados del abdomen, aunque en algunas especies están debajo o, en muy pocas ocasiones, se encuentran en la base de la coxa de las patas o la base de los maxilares. El abdomen termina en tres esbeltas proyecciones o filamentos caudales, dos externos o cercos, y uno central o paracerco, aunque puede ser tan reducido que no sobresalga dando la sensación de tener solo dos filamentos caudales.

### Subimago
Las efímeras son los únicos insectos en los que existe un estadio intermedio, el subimago, entre la fase larvaria y la de adulto, en el que se parece físicamente al imago, pero que suele ser sexualmente inmaduro, de color más apagado y alas translúcidas y provistas de pilosidad; sus ojos, patas y genitalia no están completamente desarrollados. Los subimagos suelen ser malos voladores y por lo general carecen de los patrones de color utilizados para atraer a las parejas. Después de un período, que suele durar uno o dos días, pero en algunas especies solo unos pocos minutos, el subimago muda a la forma adulta completa, lo que hace de las efímeras los únicos insectos donde una forma alada experimenta una muda adicional.

### Imago

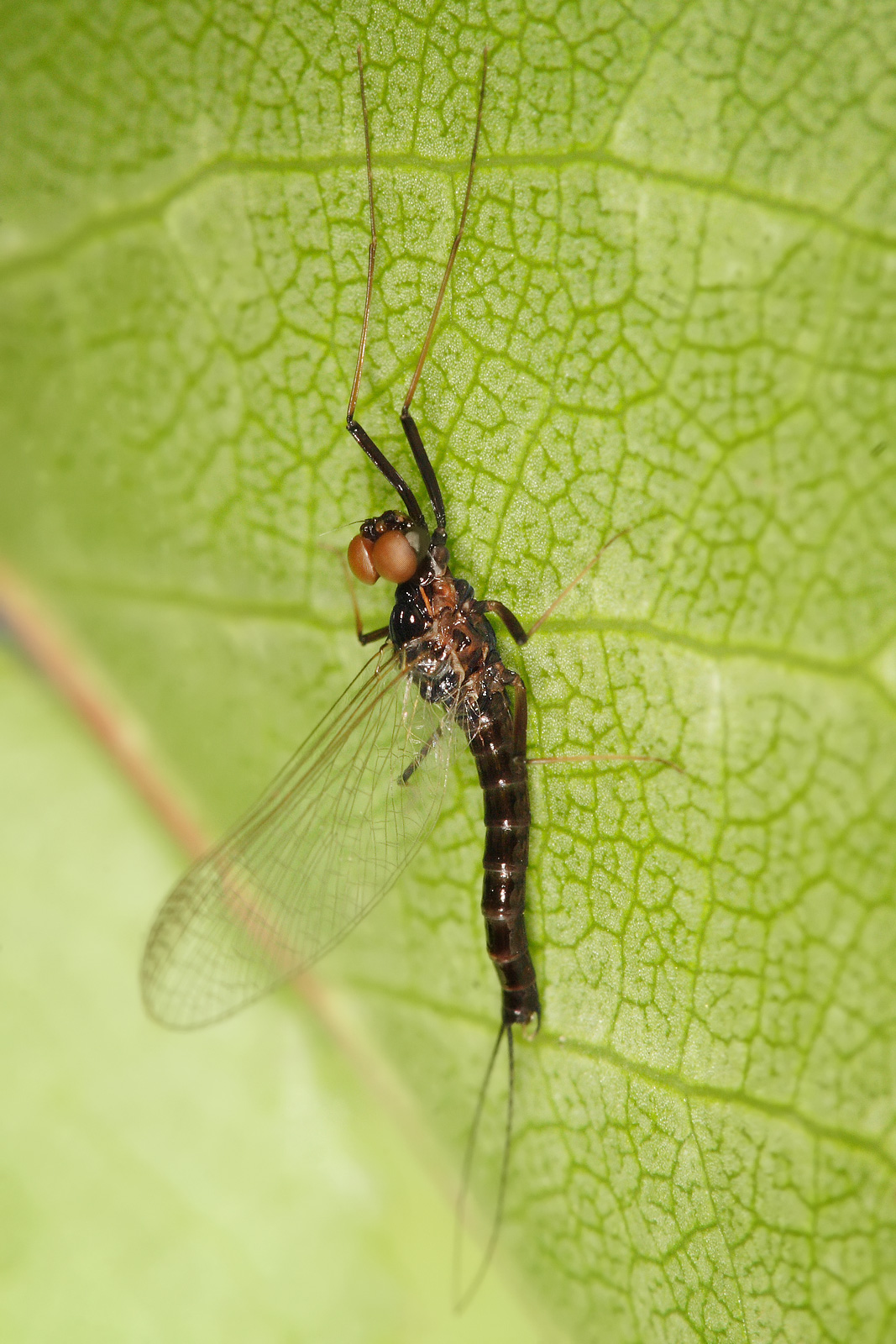
Adulto de Atalophlebia en el que se aprecian sus dos ojos dorsales, los llamados ojos en turbante.

Los adultos, o imagos, son de estructura relativamente primitiva, con características que probablemente estaban presentes en los primeros insectos voladores, como colas largas y alas que no se pliegan sobre el abdomen. Las efímeras son insectos de aspecto delicado con uno o dos pares de alas triangulares membranosas y muy cubiertas de venas. En reposo, las alas se mantienen en posición vertical, como las de una mariposa. Las alas posteriores son más pequeñas que las anteriores, y pueden ser vestigiales o estar ausentes. El segundo segmento del tórax, donde están situadas las alas anteriores, es de mayor tamaño para sostener los principales músculos de vuelo. Los adultos tienen antenas cortas y flexibles, grandes ojos compuestos, tres ocelos y partes bucales no funcionales. En la mayoría de las especies los ojos de los machos son grandes y las patas delanteras inusualmente largas, para la localización y agarre de las hembras durante el apareamiento en el aire. En los machos de algunas familias los ojos compuestos aparecen divididos en dos porciones y entre los ojos laterales normales aparecen dos ojos dorsales situados sobre unas bases cilíndricas, conocidos como ojos en turbante. Pueden detectar la luz ultravioleta y se cree que la utilizan durante el cortejo para detectar las hembras que vuelan por encima de ellos. En algunas especies, todas las patas son funcionales, excepto el par delantero en los machos. El abdomen es largo, subcilíndrico o ligeramente deprimido, con diez segmentos y terminado en dos o tres largos filamentos caudales o cercos. Excepcionalmente entre los insectos, las efímeras poseen genitales pares, el macho dos edeagos (pene bífido) y la hembra dos gonoporos (aberturas sexuales). En el noveno segmento los machos cuentan con dos gonópodos que utilizan para sujetar a la hembra durante la cópula.

## Biología

### Reproducción y ciclo vital

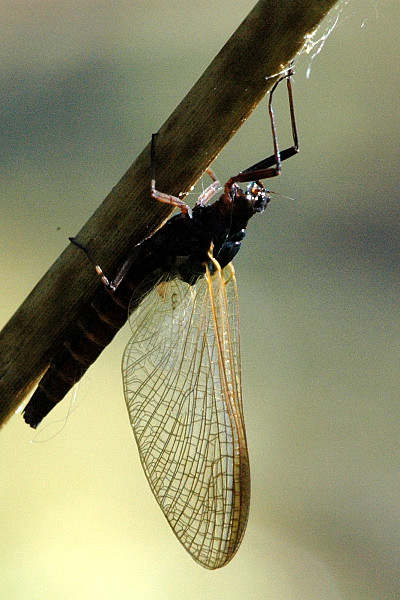
Subimago de Leptophlebia marginata.

Las efímeras son insectos hemimetábolos, es decir, con metamorfosis incompleta. Son los únicos insectos que experimentan una muda adicional después de adquirir alas funcionales; durante este estadio alado intermedio, denominado subimago, son uno de los alimentos favoritos de muchos peces, por lo que muchas moscas artificiales están diseñadas para parecerse a ellas. No permanecen mucho tiempo en esta fase de subimago, rara vez durante más de veinticuatro horas, y en algunas especies puede durar solo unos pocos minutos, y en algunos casos, como en la familia Palingeniidae los subimagos son sexualmente maduros y no llegan a mudar a una verdadera forma adulta.

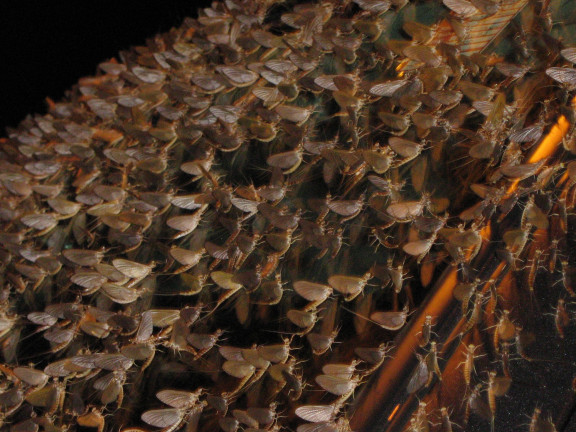
A veces las efímeras de una población emergen a la vez en grandes cantidades.

A menudo todas las efímeras de una población emergen a la vez del agua en su forma alada adulta y durante un día o dos de la primavera o el otoño están por todas partes, bailando alrededor unas de otras en grandes grupos, o descansando sobre cada superficie disponible. En muchas especies el acontecimiento coincide con el amanecer o el atardecer, y parece que la intensidad de la luz pueda ser un importante indicador de su aparición, pero también pueden estar involucrados otros factores; Baetis intercalaris, por ejemplo, emerge generalmente justo después del atardecer en julio y agosto, pero un año apareció un día de junio al mediodía. El cuerpo blando de los subimagos resulta muy atractivo para los depredadores. La emergencia sincronizada es probablemente una estrategia adaptativa que reduce el riesgo del individuo de ser comido. La vida de un adulto es muy corta, variable según la especie. La función primaria del adulto es la reproducción; los adultos no se alimentan, su sistema digestivo está lleno de aire y solo poseen piezas bucales vestigiales inutilizables. Dolania americana tiene la vida más corta de todas las efímeras: las hembras adultas de esta especie viven durante menos de cinco minutos.
Los machos adultos pueden rondar individualmente, pero la mayoría se congregan en enjambres, generalmente durante las horas crepusculares, y realizan vuelos nupciales sincronizados muy elaborados. Cada insecto tiene un patrón característico, generalmente de arriba abajo (en algunas especies en horizontal); mediante fuertes batidos de alas se impulsan hacia arriba y hacia delante con la cola inclinada hacia abajo; cuando dejan de mover sus alas, cayendo pasivamente con el abdomen inclinado hacia arriba. Las hembras vuelan en estos enjambres y el apareamiento su produce en el aire. Un macho en ascenso agarra el tórax de una hembra desde abajo usando sus patas delanteras dobladas hacia arriba, la sujeta con los gonópodos y la insemina. La cópula puede durar solo unos segundos, pero en ocasiones una pareja permanece junta y aletea hasta el suelo. Los machos pueden pasar la noche en la vegetación y regresar a la danza nupcial al día siguiente. Aunque no se alimentan, algunos tocan la superficie brevemente para beber un poco de agua antes de volar.
Tras el apareamiento, las hembras realizan la puesta, que suele ser de entre cuatrocientos y tres mil huevos. Dependiendo de la especie, la conducta de la puesta varía. Puede ser dejando dejando caer los huevos sobre la superficie del agua, o la hembra los deposita por inmersión de la punta de su abdomen en el agua durante el vuelo, liberando un pequeño lote de huevos cada vez, o los deposita un paquete de huevos que se disgrega el contacto con el agua; en algunas especies, la hembra se sumerge y pone los huevos entre las plantas o en grietas bajo el agua, pero en general, se hunden hasta el fondo. El tiempo de incubación es variable, dependiendo al menos en parte de la temperatura, y puede ser desde unos pocos días hasta casi un año. Los huevos pueden entrar en una fase latente o diapausa. La tasa de crecimiento de las larvas depende de la temperatura y del número de mudas. Estas mudas postembrionarias, entre diez y cincuenta, son más numerosas en las efímeras que en la mayoría de los demás órdenes de insectos. Su etapa ninfal puede durar de varios meses a varios años, dependiendo de las especies y las condiciones ambientales.
Muchas especies se reproducen en cursos de agua, donde existe el peligro de que los huevos y las ninfas se vean arrastradas río abajo. Para evitarlo, las hembras vuelan río arriba antes de depositar sus huevos. Por ejemplo, la hembra de Palingenia longicauda, la especie europea de mayor tamaño, con una longitud de 12 cm sin contar la cola, vuela hasta 3 kilómetros antes de depositar los huevos en la superficie del agua, donde se hunden hasta el fondo y eclosionan después de 45 días; las ninfas se introducen en el sedimento donde pasan dos o tres años antes de convertirse en subimagos.
La emergencia del agua es un momento crítico, ya que son muy vulnerables a la depredación, por lo que han desarrollado distintas estrategias defensivas. En algunas especies, la transformación de la ninfa ocurre bajo el agua y el subimago nada a la superficie y se lanza al aire, en otras especies, la ninfa se eleva a la superficie, sale de su piel, permanece quieta durante un minuto o dos descansando sobre las exuvias (los restos del exoesqueleto tras la muda) y luego vuela hacia arriba, en otras la ninfa trepa por un soporte para mudar, y en algunas la ninfa sale del agua antes de la transformación .

### Ecología
Las ninfas viven principalmente en arroyos bajo las rocas, en vegetación en descomposición o en sedimentos. Pocas especies viven en lagos, aunque están entre las más prolíficas. En las ninfas de la mayoría de las especies de efímeras, las traqueobranquias laminares similares a raquetas no funcionan como superficies respiratorias porque absorben suficiente oxígeno a través del integumento, sino que las utilizan para crear una corriente respiratoria. Sin embargo, en ambientes con bajo contenido de oxígeno, como el lodo en el fondo de los estanques en los que Ephemera vulgata amadriga, las branquias laminares actúan como verdaderos órganos respiratorios accesorios y se utilizan en el intercambio gaseoso.
En la mayoría de las especies las ninfas son herbívoras o detritivoras, alimentándose de algas, diatomeas o detritos, pero algunas especies son carnívoras, depredadoras de quironómidos y otras larvas y ninfas de pequeños insectos, y otras omnívoras, o pueden cambiar de un grupo de alimentación a otro a medida que crecen, lo que les permite utilizar una amplia variedad de recursos alimenticios. Las ninfas del género Povilla se introducen en la madera sumergida y pueden ser un problema para los propietarios de embarcaciones en Asia. Durante su etapa larvaria procesan mucha materia orgánica y transfieren una gran cantidad de fosfatos y nitratos a los ambientes terrestres cuando emergen del agua, ayudando así a eliminar los contaminantes de los sistemas acuáticos. Junto con las larvas de tricópteros y los moluscos gasterópodos, la alimentación de las ninfas de las efímeras tiene un impacto significativo en los productores primarios (plantas y algas) en el lecho de arroyos y ríos.
Las ninfas son el alimento de una amplia gama de predadores y forman una parte importante de la cadena trófica acuática. Los peces se encuentran entre sus principales depredadores, que las capturan en el fondo o en la columna de agua y alimentándose tanto de ninfas como de adultos emergentes en la superficie del agua. Plecópteros, tricópteros, siálidos y larvas de libélulas se alimentan de las ninfas de las efímeras que viven en el fondo, al igual que los escarabajos acuáticos, las sanguijuelas, los cangrejos de río y los anfibios. Además de la mortalidad directa causada por estos depredadores, el comportamiento de sus presas potenciales también se ve afectado, ya que la tasa de crecimiento de las ninfas se ralentiza por la necesidad de ocultarse en lugar de alimentarse. Una vez que han emergido, en sus dos estadios alados sirven de alimento a pájaros, murciélagos, musarañas, arañas, anfibios o a odonatos y otros insectos.
Las ninfas pueden servir como huéspedes, bien como parásitos o comensales, de nemátodos, tremátodos, protistas o céstodos; algunos parásitos afectan el comportamiento de las ninfas de tal manera que se vuelven más susceptibles de ser predados. También pueden servir como hospedadores intermedios de parásitos de peces u otros insectos como el nematomorfo Paragordius varius.
Las ninfas son muy susceptibles a la contaminación y a los cambios en los ecosistemas producidos por encauzamientos o embalses, y pueden ser útiles como indicadores de la buena calidad del agua.
Las efímeras intervienen en diferentes procesos clave en la producción primaria y la bioturbación. Un estudio de laboratorio en arroyos simulados reveló que el género de efemerópteros Centroptilum aumentó la exportación de perifiton, lo que de forma indirecta afectó positivamente a la producción primaria, un proceso esencial para los ecosistemas. También pueden reasignar y alterar la disponibilidad de nutrientes en hábitats acuáticos a través del proceso de bioturbación. Al introducirse en el fondo de los lagos y redistribuir los nutrientes, las efímeras regulan indirectamente el fitoplancton y la producción primaria epibéntica; una vez en el fondo del lago, las ninfas comienzan a mover sus traqueobranquias y este movimiento crea una corriente que transporta las partículas a través del fondo permitiendo a la ninfa filtrar el alimento. Las ninfas de otras especies poseen elaborados mecanismos de alimentación por filtrado, como las del género Isonychia, cuyas patas delanteras cuentan con estructuras de setas largas con dos hileras de pelos que entrelazan formando el filtro por el cual el insecto atrapa las partículas de alimento. La acción de la alimentación por filtración tiene un pequeño impacto en la purificación del agua, pero tiene uno aún mayor por el efecto que tiene la convergencia de las pequeñas partículas de materia formando una masa más compleja que beneficia a los siguientes consumidores de la cadena alimentaria.

### Distribución
Salvo en la Antártida, se distribuyen por todo el mundo en hábitats de agua dulce limpia y bien oxigenada, tanto en aguas corrientes como remansadas. Generalmente están ausentes de las islas oceánicas distantes de zonas continentales o representadas por una o dos especies que se han dispersado desde un continente cercano. Por su fragilidad y corta vida, en su estadio adulto alado tienen poca capacidad de dispersión, aunque las hembras pueden ser dispersadas por el viento y los huevos pueden ser transferidos adheridos a las patas de las aves acuáticas. La mayor diversidad genérica se encuentra en la ecozona Neotrópica, mientras que el Holártico tiene un menor número de géneros pero un alto grado de especiación. Unas trece familias están restringidas a una única biorregión. Las principales familias tienen algunas preferencias generales de hábitat: Baetidae prefiere el agua caliente; las especies de Heptageniidae viven bajo piedras y prefieren agua de flujo rápido; los miembros de Ephemeridae, que están entre los de mayor tamaño entre las efémeras, se viven bajo el fondo arenoso de lagos o los lechos de los ríos.

## Conservación
La ninfa es el estadio de desarrollo de mayor duración de las efímeras y esta etapa larvaria se desarrolla en el agua. Aunque algunas especies soportan cierto grado de contaminación, la gran mayoría es muy sensible a la contaminación hídrica por los vertidos industriales, aguas residuales, plaguicidas y otros contaminantes y a los cambios antrópicos de los ecosistemas acuáticos como desecaciones, encauzamientos, dragados o limpieza de cauces. En general son particularmente sensibles a la acidificación, aunque ciertas especies son excepcionalmente tolerantes a la contaminación por metales pesados ya bajos niveles de pH. Ephemerellidae está entre los grupos más tolerantes y Siphlonuridae y Caenidae entre los que menos. Los efectos adversos de la contaminación sobre los insectos pueden ser letales o causar efectos prácticamente letales como la alteración de la función enzimática, disminución del crecimiento, cambios de comportamiento o la falta de éxito reproductivo. Como componentes importantes de la cadena trófica, la contaminación puede causar efectos colaterales a otros organismos; la escasez de ninfas herbívoras puede causar el crecimiento excesivo de algas y la escasez de ninfas predadoras puede resultar en una abundancia excesiva de sus especies presas; los peces que se alimentan de ninfas que tienen metales pesados bioacumulados también se ven amenazados. Las hembras adultas encuentran agua detectando la polarización de la luz reflejada, y son fácilmente engañadas por otras superficies pulidas que pueden actuar como trampas para los enjambres de efímeras.
Se desconoce el estado de conservación de muchas especies porque solo se conocen a partir de los datos de su catalogación original. Se cree que cuatro especies norteamericanas están extintas, como Pentagenia robusta que fue localizada originalmente en el río Ohio, cerca de Cincinnati, pero que no se ha vuelto a ver desde su catalogación original en los años 1800, o Ephemera compar que se catalogó a partir de un único espécimen recogido de las estribaciones de Colorado en 1873, pero a pesar de los intensos reconocimientos realizados en Colorado en 1984, no ha sido redescubierta.
La Lista Roja de especies amenazadas de la Unión Internacional para la Conservación de la Naturaleza (UICN) incluye una efímera nativa de Australia, Tasmanophlebi lacuscoerulei, catalogada como especie en peligro de extinción porque su hábitat alpino es vulnerable al cambio climático.

## Taxonomía y filogenia

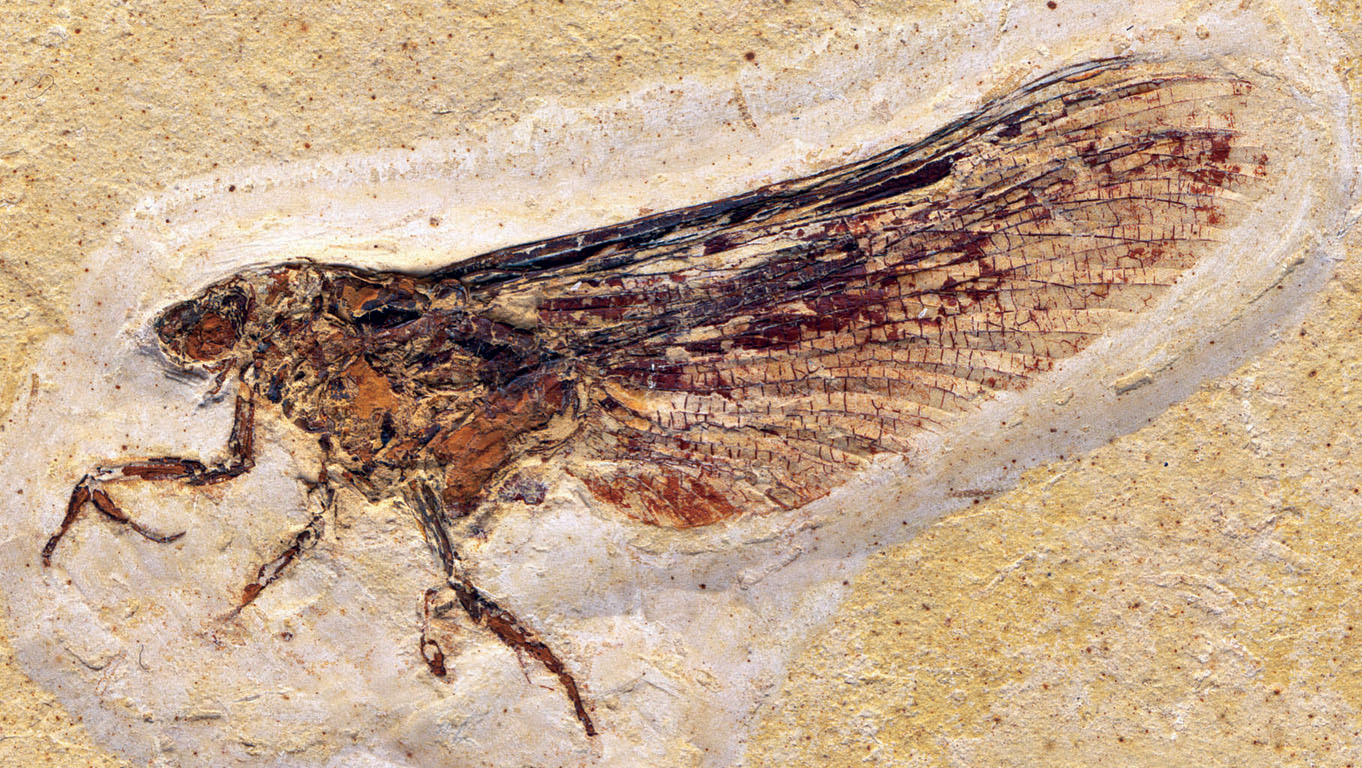
Fósil de un adulto de Mickoleitia longimanus (Coxoplectoptera, Mickoleitiidae) formación Crato del Cretácico inferior de Brasil, c. 108 Ma.

Existen más de 3000 especies efímeras, divididas en 42 familias y más de 400 géneros, en todo el mundo.
Son un antiguo grupo de insectos pterigotos. Supuestos fósiles representantes del grupo corona se conocen desde el Carbonífero superior. La efímera de mayor tamaño de todas las épocas pudo haber sido Bojophlebia prokopi, del Carbonífero superior de Moravia, con una envergadura de 45 cm. El nombre científico del orden, Ephemeroptera, proviene del griego ἐφήμερος ephḗmeros 'de un día' y πτερόν pteron 'ala', al igual que su nombre común, efímeras, y que son debidos a la corta vida de los adultos.
Desde el Pérmico se conocen numerosos representantes del grupo corona de los efemerópteros, que a menudo se agrupan en un taxón aparte, Permoplectoptera (por ejemplo, incluyendo Protereisma permianum en Protereismatidae, y Misthodotidae). Las larvas de Permoplectoptera todavía tenían 9 pares de branquias abdominales y los adultos largas alas posteriores. Tal vez la familia fósil Cretereismatidae de la formación Crato del Cretácico inferior de Brasil también pertenece a la última rama de Permoplectoptera. Por otra parte, los afloramientos de Crato revelaron especímenes fósiles de familias de efímeras modernas o la extinta (pero moderna) familia Hexagenitidae. Sin embargo, desde la misma localidad se han descrito extrañas larvas y adultos de la familia extinta Mickoleitiidae (orden Coxoplectoptera), que representa el grupo hermano fósil de los efemerópteros modernos, aunque tuvieron adaptaciones muy peculiares, como unas patas delanteras rapaces.
La inclusión en ámbar más antigua de una efímera es de un espécimen de Cretoneta zherichini (Leptophlebiidae) del Cretácico Inferior de Siberia. En el mucho más reciente ámbar báltico se han encontrado numerosas inclusiones de varias familias modernas (Ephemeridae, Potamanthidae, Leptophlebiidae, Ametropodidae, Siphlonuridae, Isonychiidae, Heptageniidae y Ephemerellidae). El género moderno Neoephemera está representado en el registro fósil por la especie del Ypresiense N. antiqua del estado de Washington.
Grimaldi y Engel, en una revisión de la filogenia realizada en 2005, consideraron que muchos estudios cladísticos de subórdenes e infraórdenes de Ephemeroptera se habían realizado sin estabilidad, y que la división tradicional en Schistonota y Pannota era incorrecta porque según ellos Pannota deriva de Schistonota. La filogenia de Ephemeroptera se estudió inicialmente mediante análisis molecular por Ogden y Whiting en 2005, quienes recuperaron a Baetidae como grupo hermano de los otros clados. Posteriormente se realizó un estudio más a fondo utilizando análisis morfológicos y moleculares por Ogden et al. en 2009, en el que se concluyó que el género asiático Siphluriscus era hermano de todos los demás efemerópteros; también se consideró, mediante la convergencia entre rasgos ninfales, que algunos linajes existentes, como Ephemeroidea, y familias como Ameletopsidae, no eran monofiléticas.
A continuación se muestra la clasificación tradicional de Ephemeroptera, basada en Peters y Campbell (Insects of Australia, 1991):
| Suborden Pannota - Superfamilia Ephemerelloidea - Ephemerellidae - Leptohyphidae - Tricorythidae - Superfamilia Caenoidea - Baetiscidae - Caenidae - Neoephemeridae - Prosopistomatidae | Suborden Schistonota - Superfamilia Baetoidea - Ameletopsidae - Ametropodidae - Baetidae - Oniscigastridae - Siphlonuridae - Superfamilia Heptagenioidea - Coloburiscidae - Heptageniidae - Isonychiidae - Oligoneuriidae - Superfamilia Leptophlebioidea - Leptophlebiidae - Superfamilia Ephemeroidea - Behningiidae - Ephemeridae - Euthyplociidae - Palingeniidae - Polymitarcydae - Potamanthidae |

## Relación con los humanos

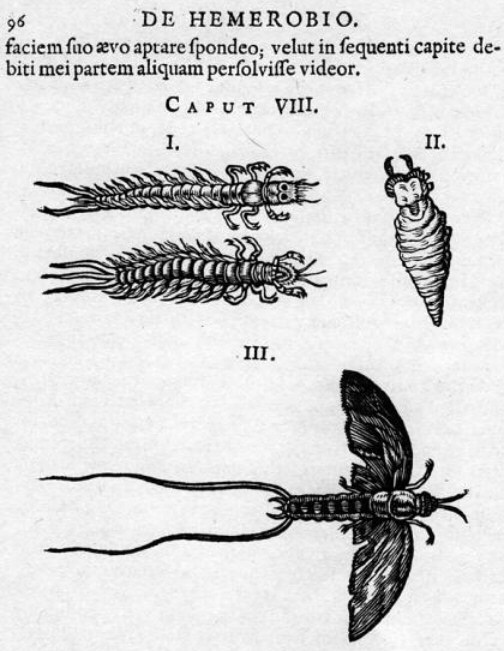
Dibujos de efímeras de Augerius Clutius en De Hemerobio (1634)

El filósofo griego Aristóteles escribió en su Historia de los animales:

Animales sin sangre y muchos pies, que vuelan o andan, se mueven con más de cuatro puntos de apoyo, como el animal llamado efímera [ephemeron], que se mueve con cuatro patas y cuatro alas: y, puedo observar de paso, esta criatura es excepcional no sólo en cuanto a la duración de su existencia, de donde recibe su nombre, sino también porque es un cuadrúpedo que tiene alas.
Aristóteles, Historia de los animales, Libro I, p. 490 a-b

El filósofo natural romano Plinio el Viejo describe las efímeras como «hemerobius» en su enciclopedia Naturalis historia:

El río Bug en el mar Negro a mediados del verano trae algunas membranas delgadas que parecen bayas de las cuales surge una oruga de cuatro patas en la forma de la criatura se ha mencionado anteriormente, pero no viven más allá de un día, debido a lo cual es llamada hemerobius.
Plinio el Viejo, Naturalis historia.

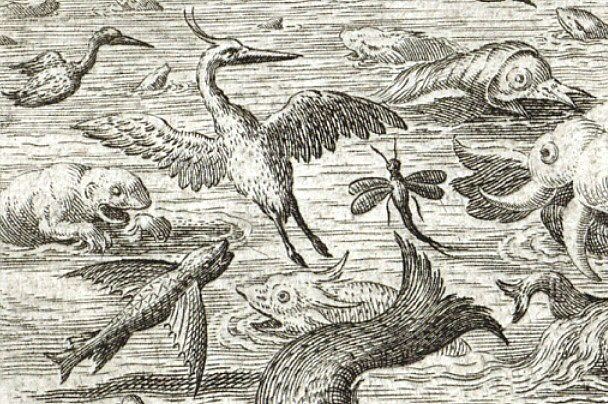
Detalle del grabado de Marten de Vos La creación del mundo: Creación de los animales (c. 1587).

El autor del siglo de oro neerlandés Augerius Clutius (Outgert Cluyt) dibujó algunas efímeras en obra de 1634 De Hemerobio. El pintor y dibujante flamenco Marten de Vos dibujó una efímera en su representación 1587 del quinto día de la Creación, entre un grupo de peces y aves acuáticas.
En su libro de 1789 The Natural History and Antiquities of Selborne, Gilbert White describe en la entrada correspondiente al 10 de junio de 1771:

Miríadas de efímeras aparecen por primera vez en la corriente del Alresford. El aire estaba lleno de ellas, y la superficie del agua estaba cubierta. Grandes truchas las succionaban mientras luchaban en la superficie de la corriente, incapaces de elevarse hasta que sus alas estuvieran secas... Sus movimientos son muy peculiares, arriba y abajo muchas yardas en una línea casi perpendicular.
Gilbert White, The Natural History and Antiquities of Selborne, 1789.

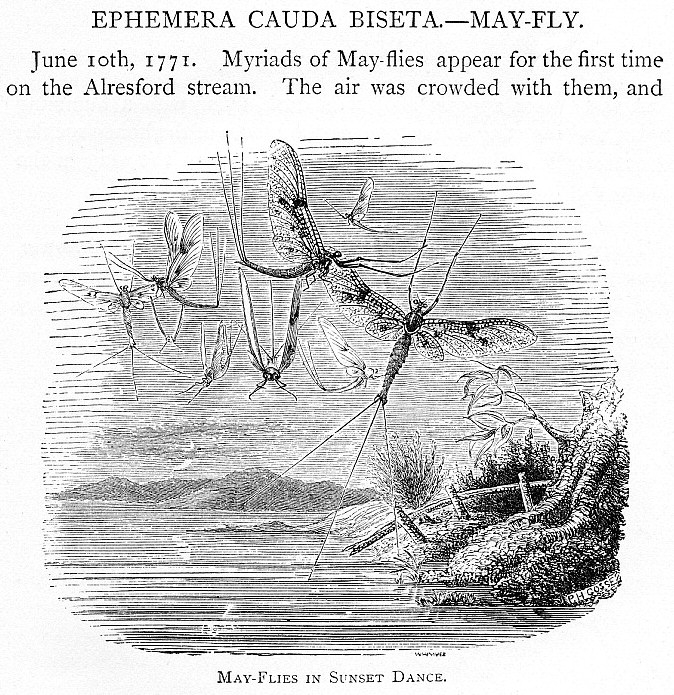
May-Flies in Sunset Dance, ilustración de Philip Henry Gosse en una edición victoriana del The Natural History of Selborne de Gilbert White.

La efímera ha llegado a simbolizar la transitoriedad y la brevedad de la vida. El poeta inglés George Crabbe, conocido por su interés hacia los insectos, comparó la corta vida de un periódico con la de las efímeras, ambos conocidos como Ephemera, cosas que viven un día. El tema de la brevedad de la vida también se aprecia en el poema de Douglas Florian The Mayfly (1998), o en el del poeta laureado estadounidense Richard Wilbur en su poema Mayflies (2005).
Otra referencia literaria podemos encontrarla en la narración sumeria Epopeya de Gilgamesh, la obra épica más antigua conocida, en la que la brevedad de la vida del rey Gilgamesh se compara con la de la efímera adulta.
En Szeged, Hungría, existe un monumento cerca del puente Belvárosi que representa la danza de cortejo de las efímeras, obra del escultor local Pal Farkas.
La emergencia masiva de la mayor efímera de Europa, Palingenia longicauda (Palengeniidae), en los ríos Tisza y Mureș en Hungría y Serbia, se ha convertido en una atracción turística. La emergencia del año 2014 de la gran efímera Hexagenia bilineata (Ephemeridae) en el río Misisipi en los EE. UU. fue visible en los radares meteorológicos; el enjambre voló a 760 m sobre el suelo, cerca de La Crosse (Wisconsin), creando una firma radárica que se parecía a una «tormenta de lluvia importante» y la posterior gran masa de insectos muertos cubrió caminos, coches y edificios.
Durante el fin de semana del 13 al 14 de junio de 2015, un gran enjambre de efímeras causó varios accidentes de tráfico en el puente sobre el río Susquehanna, entre Columbia y Wrightsville, Pensilvania; el puente tuvo que ser cerrado al tráfico dos veces durante ese período debido a la escasa visibilidad y las obstrucciones causadas por la gran cantidad de insectos muertos.

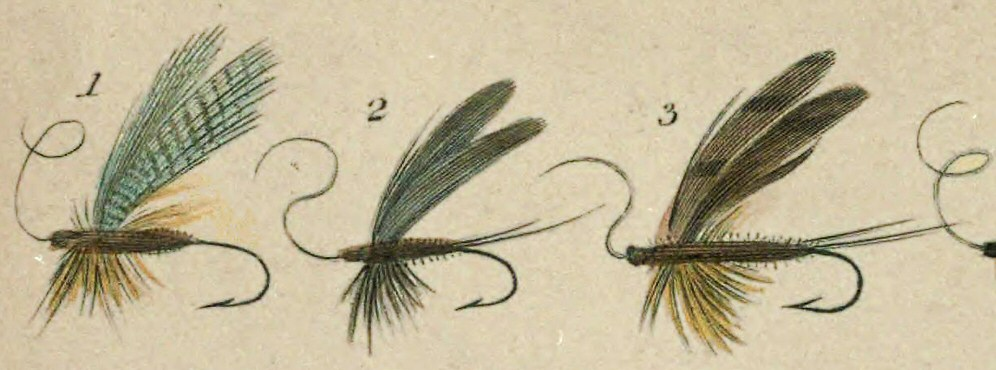
Moscas artificiales en la obra de Charles y Richard Bowlker Art of Angling (1854). La n.º 3 corresponde a Rhithrogena germanica.

Las efímeras son uno de los principales modelos para la confección de las moscas artificiales, unos anzuelos atados con materiales coloreados como hilos y plumas, utilizados en la pesca con mosca. Estos señuelos se basan en las diferentes etapas del ciclo vital de las efímeras; por ejemplo, las moscas conocidas como «emergentes» se diseñan para parecerse subimagos y se destinan para atraer a la trucha de agua dulce. Ya en 1653 Izaak Walton describía el uso de efímeras para la captura de la trucha en su libro The Compleat Angler; por ejemplo, cita la Green-drake para su uso como mosca natural y duns (subimagos de efímera) como moscas artificiales. La ninfa o la pesca con mosca húmeda se hizo popular en los chalk streams de Inglaterra por G. E. M. Skues con su libro de 1910 Minor Tactics of the Chalk Stream; en el libro, Skues trata sobre el uso de subimagos para la pesca de la trucha. Rhithrogena germanica es probablemente la más famosa de todas las efímeras británicas y viene copiándose como señuelo para pescar la trucha desde hace más de 500 años.
Las efímeras se consumen como alimento en algunas culturas y se estima que tienen el mayor contenido de proteína cruda en peso seco de cualquier insecto comestible. En Malaui, el kungu, una pasta a base de efímeras (Caenis kungu) y mosquitos se prepara como un pastel para comer. Las efímeras adultas son recogidos y comidos en muchas partes de China y Japón. Cerca del lago Victoria, efímeras del género Povilla se recogen, se secan y se conservan para su uso en preparaciones alimenticias.

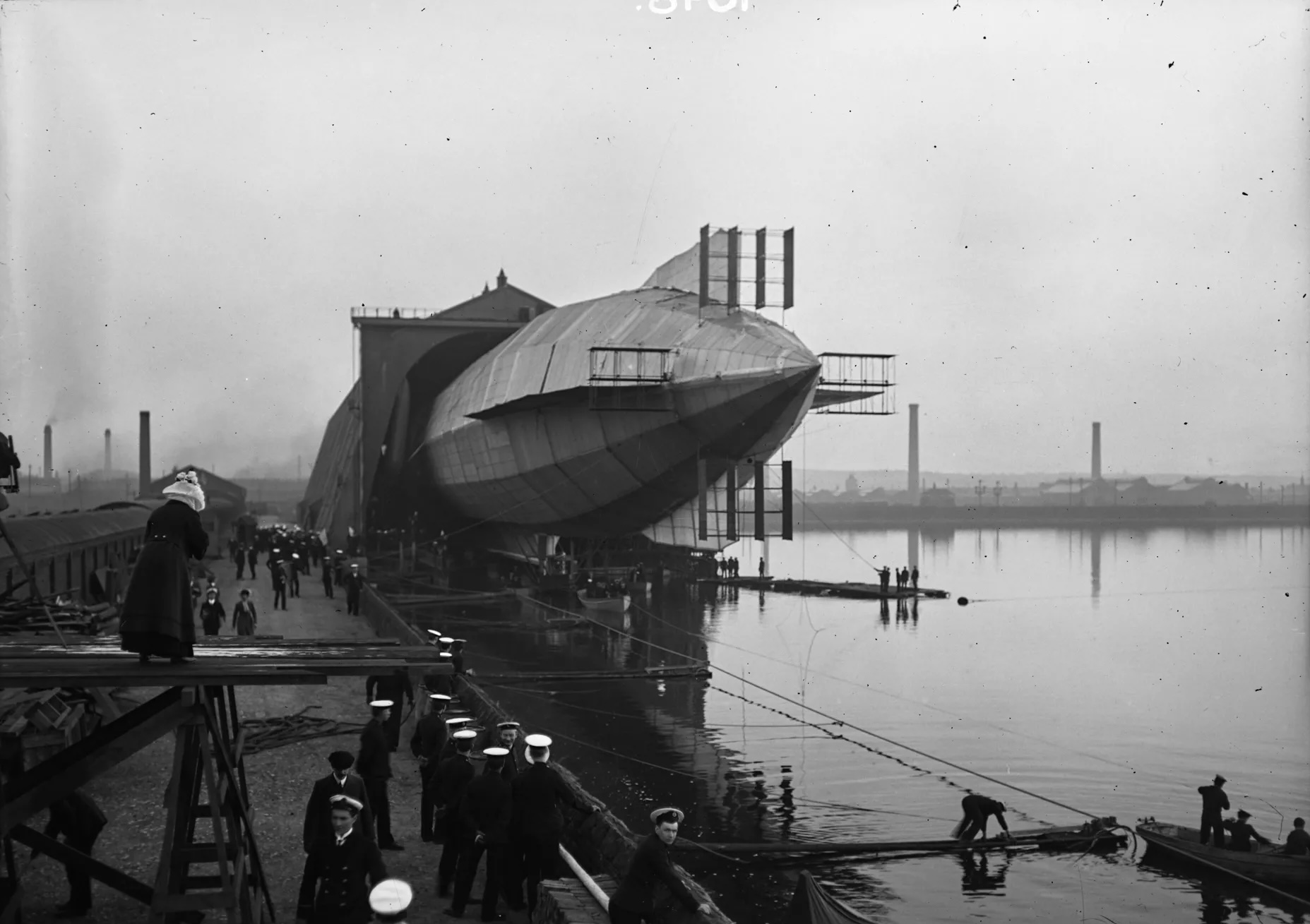
HMA n.º 1 Mayfly saliendo de su cobertizo flotante en Barrow-in-Furness el 24 de septiembre de 1911.

Mayfly (efímera, en inglés) era el sobrenombre del HMA n.º 1, un dirigible de reconocimiento aéreo construido por la compañía británica Vickers, pero quedó destrozado por fuertes vientos en 1911 antes de su entrada en servicio. Dos buques de la Marina Real británica recibieron el nombre HMS Mayfly: un buque torpedero botado en enero de 1907, y un cañonero fluvial de la clase Fly construido por secciones en Yarrow en 1915. El Seddon Mayfly fue un avión experimental construido en 1908 para la Marina Real británica y que por entonces era el mayor aeroplano del mundo, pero que no tuvo éxito en sus vuelos de prueba.
Antes de los años 1950 en Francia se utilizaban unas tortas confeccionadas presionando efímeras como alimento para pájaros y como cebo para peces. Desde el punto de vista económico, las efímeras también proporcionan a las pesquerías una dieta excelente para los peces. También podrían encontrarse usos en la industria biomédica, farmacéutica y cosmética, ya que su exoesqueleto contiene quitina, que tiene aplicaciones en estas industrias.
Las larvas de las efímeras no sobreviven en hábitats acuáticos contaminados, por lo que se utilizan en ocasiones como bioindicadores, marcadores de la calidad del agua en las evaluaciones ecológicas.
En mercadotecnia, la multinacional Nike lanzó en 2003 una línea de calzado deportivo ligero bautizado como Mayfly diseñados con un patrón de venación similar al de las alas de las efímeras y que, como estos insectos, tenían una duración limitada. La compañía de telecomunicaciones Vodafone utilizó la imagen de las efímeras en una campaña de marca de 2006, con el eslogan «aprovecha al máximo el ahora».